# جمعية الصداع الدولية
جمعية الصداع الدولية (بالإنجليزية: International Headache Society (IHS))‏ هي منظمة خيرية تأسست عام 1981 لتجمع المختصين الملتزمين بمساعدة الناس المصابين بالصداع.
تضم الجمعية أكثر من 1000 عضو اعتيادي بضمنهم أعضاء الجمعية الوطنية. سجلت الجمعية في إنكلترا وويلز عام 1994 كشركة محدودة، وسجلت كمنظمة خيرية عام 1995.

## المجلة
تصدر الجمعية مجلة سنوية اسمها سيفالالجيا (Cephalalgia).

## مؤتمر الجمعية
يعقد مؤتمر الصداع العالمي (بالإنجليزية: International Headache Congress (IHC))‏ كل سنتين. وينضم من قبل أعضاء الجمعية.

## روابط خارجية
- The International Headache Society website
- 2011 International Headache Congress website نسخة محفوظة 16 يناير 2015 على موقع واي باك مشين.